# Prawo Mierscheida
Prawo Mierscheida (niem. Mierscheid-Gesetz) – empiryczna zasada prognozowania wyników wyborczych SPD, ogłoszona jako żart 14 lipca 1983 w organie SPD Vorwärts. Artykuł został podpisany nazwiskiem mitycznego, w rzeczywistości nigdy nieistniejącego członka Bundestagu, Jakoba Mierscheida, którego nazwisko dało prawu nazwę.
Prawo jest sformułowane następująco:
Wynik wyborczy SPD mierzony w procentach odpowiada wielkości rocznej produkcji stali w roku wyborczym (w starych krajach związkowych) mierzonej w milionach ton.
Dokładność prawa potwierdziła się ostatnio w wyborach w roku 2002. Produkcja stali w 2002 wyniosła 38,6 milionów ton, podczas gdy SPD osiągnęła wynik 38,5%.
Również w poprzednich latach prawo się w przybliżeniu sprawdzało – za czasów rządów Kohla produkcja stali była niewielka, podobnie wyniki wyborcze SPD. W 1998 produkcja wzrosła do 38,45 mln ton, zaś SPD wygrała wybory z wynikiem 40,9%.
Dopiero w roku 2005 po raz pierwszy prognoza wedle prawa Mierscheida wykazała duże odchylenie – produkcja wyniosła około 40 mln ton, podczas gdy SPD zyskała 34,2%. Niektórzy komentatorzy uznają, że należy liczyć wynik SPD łącznie z Die Linkspartei., z której list startowali członkowie WASG, którzy odeszli wcześniej z SPD.
Żartobliwe prawo jest uważane, zwłaszcza przez ośrodki sondaży wyborczych, za metodycznie niewłaściwe, jednak dziwnym zbiegiem okoliczności prawie zawsze się sprawdza. Funkcjonuje przy tym bez żadnych przeliczeń ani parametrów korygujących.